# Oscar Jacobson (företagsledare)
Johan Oscar Jacobson, född 27 december 1881 i Ringestena Svalegård, Sexdrega församling i dåvarande Älvsborgs län, död 2 juli 1960 i Borås Caroli församling i Älvsborgs län, var en svensk företagsledare och mannen bakom varumärket Oscar Jacobson.
Jacobson var son till hemmansägaren Anders Jacobson och Hilda Lovisa Samuelsson. Han grundade konfektionsföretaget Oscar Jacobson 1903, och var verkställande direktör i aktiebolaget till 1957. Han var styrelseledamot i AB Borås Bank, Boråsortens grossist- och fabrikantförening samt diverse affärsföretag.
Jacobson var från 1912 gift med Jenny Olsen (1893–1981) från Norge. De fick tre barn: dottern Maiken Eneström (1915–1980) samt dottern Brita Ferner (1919–2019), en tid gift med Börje Uvnäs och mor till Kerstin Uvnäs Moberg, och sonen Anders Jacobson (1921–1981) som tog över företaget.
Han är begravd i familjegrav på Sankta Birgittas griftegård i Borås.

## Mer läsning
- Mannens kläder: Oscar Jacobson aktiebolag, Borås.. Göteborg: Wezäta. 1952. Libris 2745561